# Tellurure d'argent
Le tellurure d'argent est un composé chimique de formule Ag2Te. Il s'agit du tellurure d'argent(I), le tellurure d'argent(II) AgTe étant un composé métastable. Sa forme minérale est la hessite tandis que celle du tellurure d'argent(II) est l'empressite.
Ag2Te est un matériau semiconducteur qui peut être dopé n ou p. Il est de type n lorsqu'il est stœchiométrique, mais perd des atomes d'argent lorsqu'on le chauffe.
Ag2Te non stœchiométrique possède une magnétorésistance remarquable.